# Matts Pehrsson

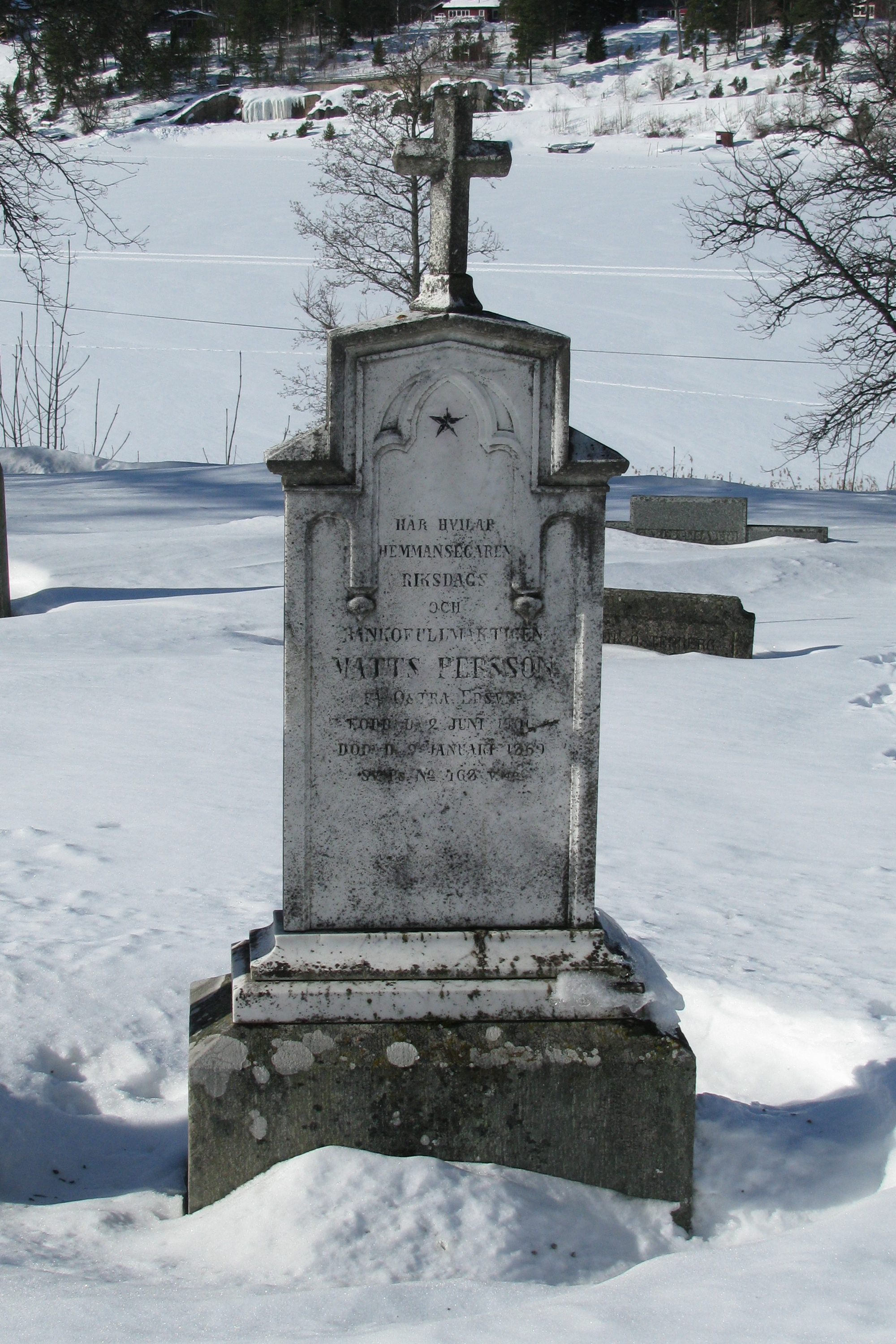
Matts Pehrssons gravsten vid Vätö kyrka.

Matts Pehrsson (i riksdagen kallad Pehrsson i Öster-Edsvik), född 2 juni 1796 i Öster Edsvik (då i Vätö socken numera Björkö-Arholma socken), död där 9 januari 1869, var en svensk lantbrukare, skeppsredare och politiker.
Matts Pehrsson företrädde bondeståndet i Väddö, Häverö samt Bro och Vätö skeppslag vid ståndsriksdagen 1840/41, Väddö, Häverö samt Bro och Vätö skeppslag och Frösåkers härad vid ståndsriksdagen 1844/45, 1847/48, 1850/51, 1853/54, 1856/58, 1859/60 och 1862/63 samt för Sjuhundra och Lyhundra härader och Frötuna och Länna samt Bro och Vätö skeppslag vid ståndsriksdagen 1865–1866. Han var därefter ledamot i andra kammaren för Sjuhundra, Lyhundra, Frötuna och Länna samt Bro och Vätö domsagas valkrets vid riksdagarna 1867–1868.
Matts Pehrssons dotter Anna-Brita gifte sig ung med redaren Erik Olsson i Simpnäs. Olsson byggde skonerten Niord, i Bofjärden. Efter Olssons död övertog Anna-Brita rederiet och redargården i Simpnäs och var under några år en av Björkös få kvinnliga redare. Anna-Brita gifte sig senare med skepparen Johan Alarik Johansson. När Anna-Brita ärvde sin far Matts Pehrsson byggde makarna tillsammans den övre gården i Öster Edsvik. Johansson var framgångsrik, han byggde den ståtliga barken Agda som sjösattes i Mulnäs.